# Kolej linowa w Siguldzie
Kolej linowa w Siguldzie – kolej linowa nad doliną rzeki Gawii w Siguldzie na Łotwie na terenie parku Narodowego „Gauja”.
Trasa łączy dwie krawędzie głęboko wciętego na tym odcinku wąwozu rzeki Gauja (Sigulda – Krimulda). Ma długość 1020 (1025) metrów. W najwyższym punkcie linia kolei przebiega na wysokości 43 metrów nad dnem doliny rzeki. Jest najstarszą koleją linową w krajach bałtyckich (otwarcie nastąpiło w 1969). Wagon mieści 23 pasażerów.
Z trasy kolei roztacza się widok na dolinę Gawii, a także trzy średniowieczne zamki: Sigulda, Turaida i Krimulda. Towarzyszy jej instalacja do skoków na bungee oraz tyrolka.

## Galeria

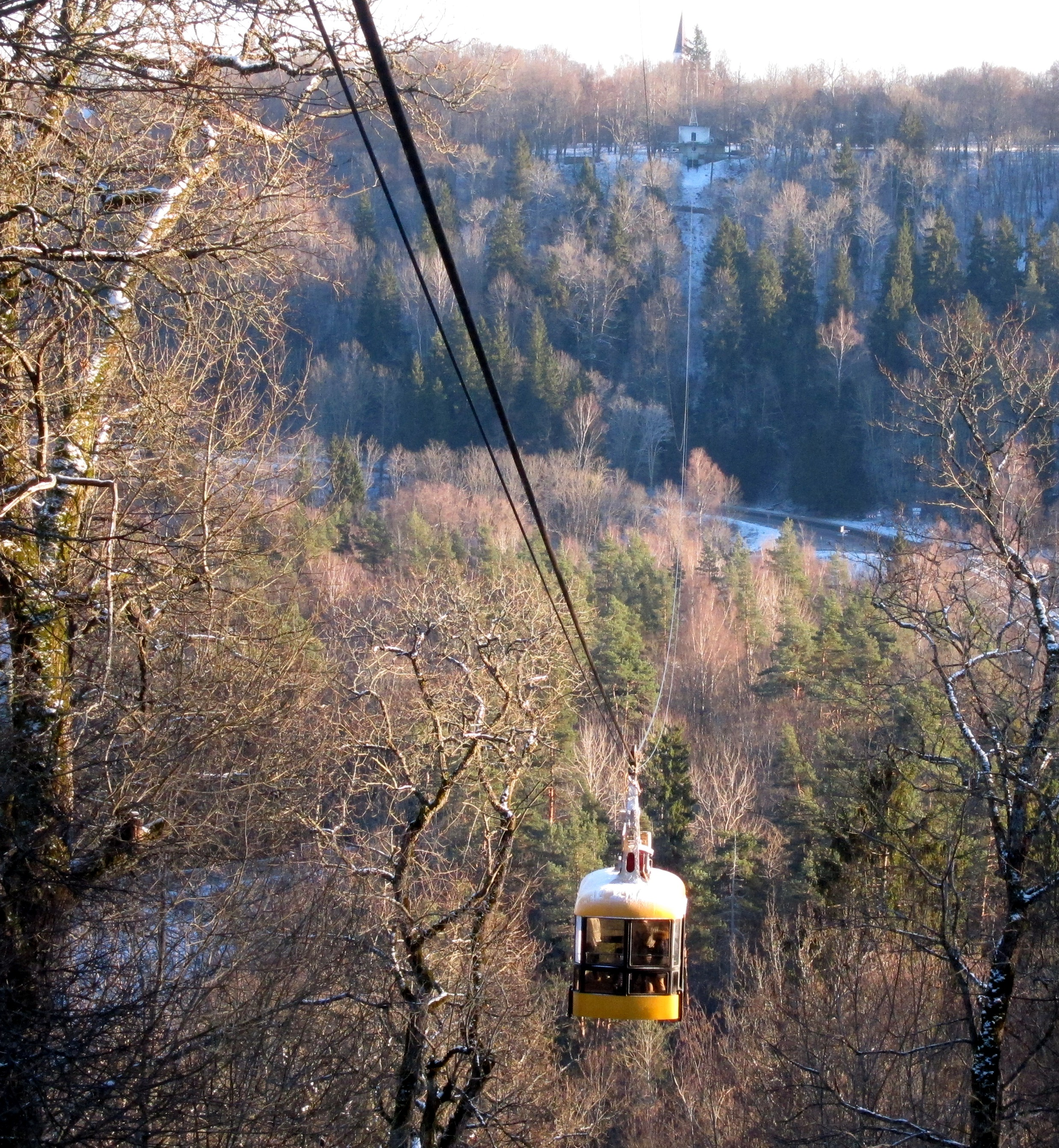
Całość trasy
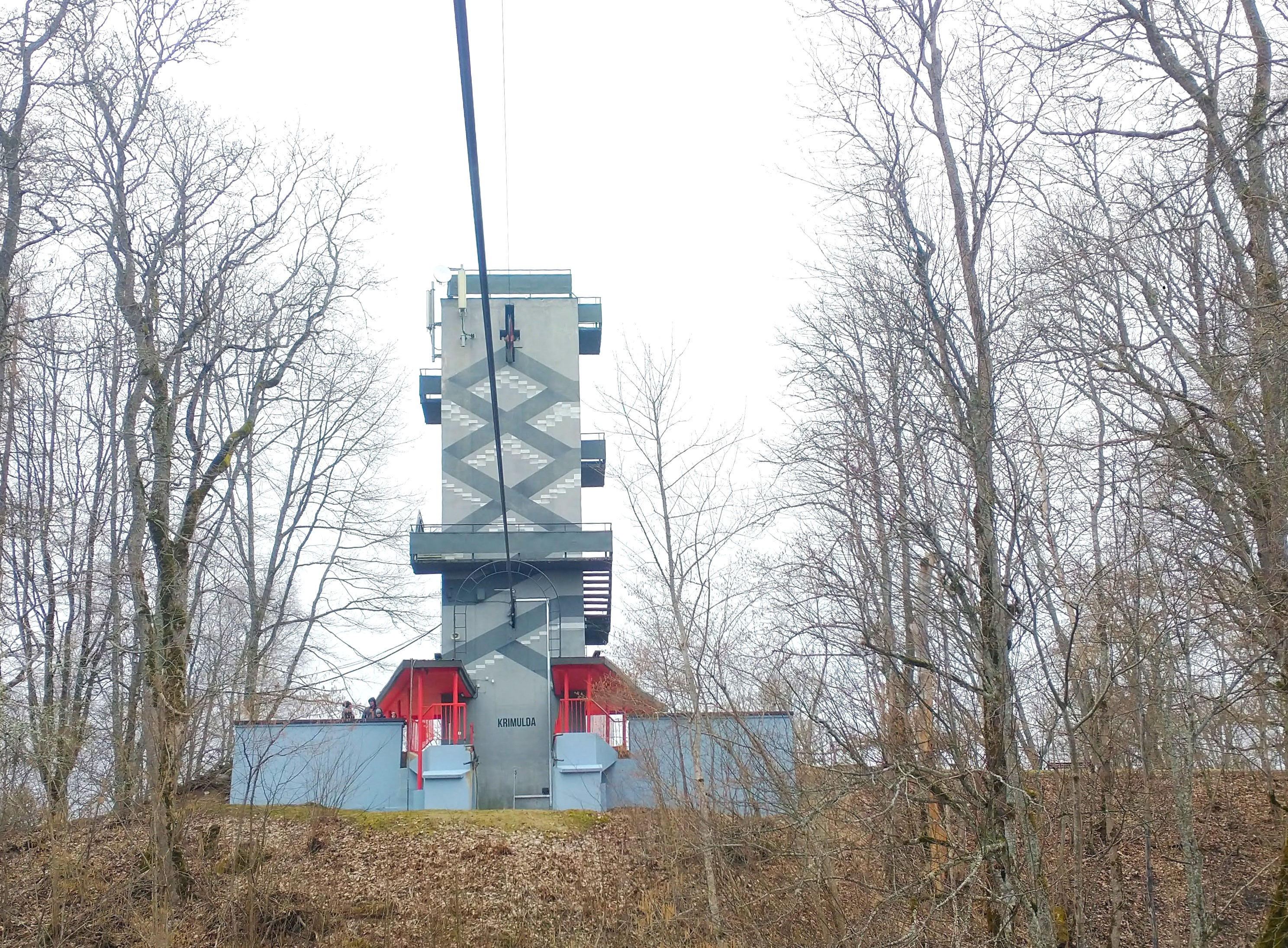
Stacja w Krimuldzie
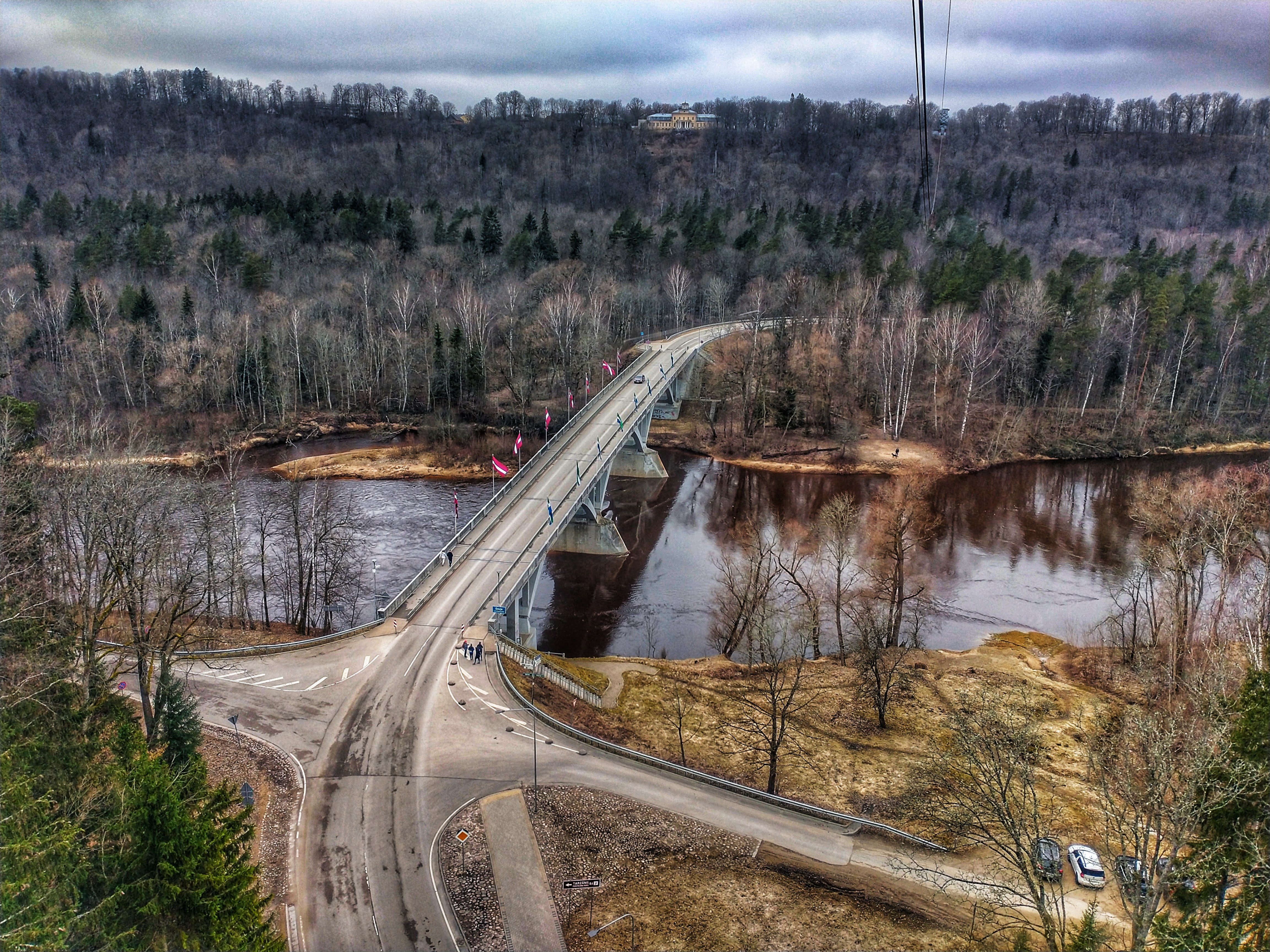
Widok na dolinę Gawii i most drogowy w Siguldzie